# 오페라의 유령

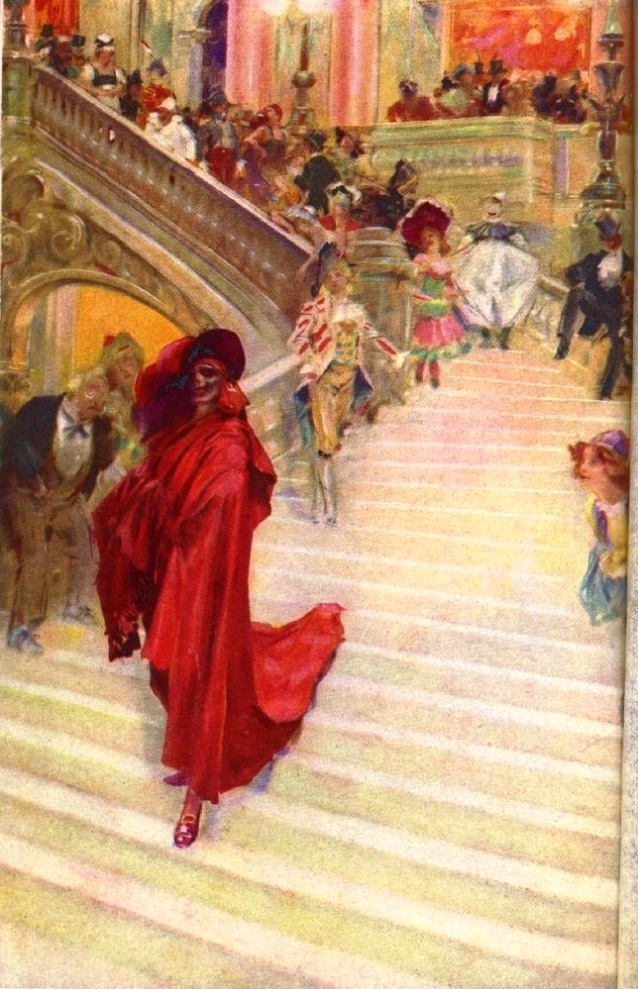

《오페라의 유령》(프랑스어: Le Fantôme de l'Opéra, 영어: The Phantom of the Opera)은 프랑스의 소설가 가스통 루르가 지은 고딕 픽션 장르의 소설이다. 1909년부터 1910년까지 《Le Gaulois》에 처음으로 연재되었다. 영어로는 1911년 Alexander Teixeira de Mattos에 의해 처음 번역되었다. 한국어판은 영어판으로부터 중역되어 오다가, 2001년 성귀수가 프랑스어판을 직접 번역했다.

## 줄거리
흉측하게 일그러진 얼굴을 가면으로 가린 오페라의 유령이 아름다운 프리마돈나 크리스틴을 짝사랑하는 이야기를 그린 뮤지컬.
파리 오페라극장을 무대로, 천사의 목소리를 타고 났지만 흉측하고 기형적인 얼굴을 가면으로 가린 오페라의 유령이 아름답고 젊은 프리마돈나인 크리스틴을 짝사랑하는 이야기는 1861년 파리에서 시작된다.
주인공인 '오페라의 유령'은 언제나 오페라극장의 5번 박스석에 자리하는 괴신사이다. 리허설 도중에 연속적으로 사고가 일어나자 주역 여가수인 카를로타가 출연을 거부한다. 합창단원들의(주로 지리부인의) 추천으로 무명인 크리스틴이 대역으로 나서서 노래를 완벽하게 부르고 공연은 대성공을 거둔다.
'오페라의 유령'은 오페라 《한니발》의 리허설을 끝내고 분장실로 돌아온 크리스틴을 납치하여 분장실의 거울을 통해 지하 호수에 있는 마궁으로 사라진다.
'오페라의 유령'은 크리스틴에게 헌신적인 사랑을 바치면서 자기가 작곡한 노래를 오페라에서 노래해줄 것을 간청한다. 흉측하게 일그러진 괴신사의 얼굴을 본 크리스틴은 경악하고 오페라극장에서는 예기치 못한 사고가 계속해서 발생한다. 두려움에 떠는 그녀에게 연인 라울은 자신을 믿으라며 사랑을 고백한다.
6개월 후 공연 날 '오페라의 유령'은 등장인물로 변신해 크리스틴을 납치한다. 마궁에 뒤따라온 라울이 함정에 빠져 위험에 처하자 그녀는 그를 구하려고 '오페라의 유령'에게 키스를 한다. 이에 충격을 받은 유령은 그들을 풀어준다. 경찰이 마궁을 덮쳤을 때 '오페라의 유령'의 흰 가면만이 그들을 맞이한다.